# Torsten Fröhling
Torsten Fröhling (* 24. August 1966 in Bützow) ist ein deutscher Fußballtrainer und ehemaliger -spieler. Er spielte sowohl in der DDR-Oberliga als auch in der Bundesliga.

## Spielerkarriere

### Zeit in der DDR
Fröhling begann seine Fußball-Laufbahn bei der Betriebssportgemeinschaft (BSG) Lokomotive im mecklenburgischen Bützow. 1979 wurde er zum 1. FC Magdeburg delegiert und wurde Schüler der Kinder- und Jugendsportschule in Magdeburg. Als zur Saison 1983/84 der DDR-Fußball-Verband die Junioren-Oberliga wiederbelebte, gehörte Fröhling als Abwehrspieler zum Junioren-Aufgebot des 1. FC Magdeburg. Ab 1985 spielte er für die 2. Mannschaft des FCM in der drittklassigen Bezirksliga Magdeburg und schloss seine Lehre zum Anlagenmonteur ab. Mit Beginn der Saison 1987/88 wechselte er knapp 21-jährig zum zweitklassigen DDR-Ligisten BSG Motor Schönebeck. Dort war der 1,83 m große Verteidiger sofort Stammspieler und fehlte in der 34 Spieltage währenden Saison nur bei zwei Begegnungen. 1988/89 kam er auf 23 Punktspieleinsätze, in beiden Spielzeiten blieb er ohne Torerfolg. Im Juli 1989 wechselte Fröhling zum Oberligaaufsteiger BSG Stahl Eisenhüttenstadt. Dort bestritt er bis zum November 1989 acht Oberligaspiele im Mittelfeld und in der Abwehr. Für den 10. November 1989 war seine Flucht in den Westen geplant.

### Wechsel nach Hamburg
Nach der überraschenden DDR-Grenzöffnung reiste Fröhling am 11. November 1989 auf legalem Weg nach Hamburg aus, wo er sich – unter anderem nach Probetrainingseinheiten bei Hannover 96 und beim FC St. Pauli – im Januar 1990 dem Bundesligisten Hamburger SV anschloss. Beruflich betätigte sich der gelernte Maschinenbauer in Hamburg zunächst als Fahrer für das Dentallabor von Ronald Wulff. Beim HSV wurde er hauptsächlich in der Amateurmannschaft eingesetzt und bestritt nur einen Kurzeinsatz in der Bundesliga. In der Begegnung VfL Bochum – Hamburger SV (0:1) am 9. März 1991 wurde er in der 80. Minute eingewechselt. Zur Saison 1991/92 wechselte Fröhling zum klassentieferen FC St. Pauli. Dort spielte er zunächst bis 1995 in der 2. Bundesliga. Innerhalb von vier Spielzeiten bestritt er dort als Abwehrspieler 88 von insgesamt 150 Punktspielen. 1995 stieg St. Pauli in die Bundesliga auf. Dort kam Fröhling in der Saison 1995/96 einmal und 1996/97 in zwei Spielen zum Einsatz. Sowohl als Zweitligist als auch in der Bundesliga gelang ihm jeweils ein Tor. Das Erstligator erzielte er am 10. Mai 1997 im Heimspiel gegen Borussia Mönchengladbach. Seine Laufbahn als Fußballspieler beendete Fröhling beim Regionalligisten VfB Lübeck am Ende der Saison 1997/98.

## Trainerkarriere
Seine Trainerkarriere begann Fröhling als B- und C-Jugendtrainer beim FC St. Pauli. Danach wechselte er als A-Jugendtrainer- und Koordinator zum aufstrebenden Eintracht Norderstedt (Nachfolgeverein des ehemaligen Drittligisten 1. SC Norderstedt). 2007 bewarb sich Fröhling beim Oberligisten Altona 93, der ihn sofort für die Oberligamannschaft der Saison 2007/08 verpflichtete. In dieser Saison schaffte er den Aufstieg in die neue Regionalliga. Am 5. Februar 2009 wurde er aufgrund von wirtschaftlichen Engpässen im Verein freigestellt. In der Saison 2009/10 übernahm Torsten Fröhling das Traineramt der U23 von Holstein Kiel. Vom 16. September bis 4. Oktober 2009 war Torsten Fröhling als Nachfolger des beurlaubten Cheftrainers Falko Götz Interimstrainer der 1. Mannschaft von Holstein Kiel. Von 2010 bis 2011 war Fröhling Trainer beim Oberligisten VfB Oldenburg und übernahm anschließend das Training der U17-Mannschaft des Hamburger SV.
Zur Spielzeit 2013/14 wurde Fröhling Trainer der U21 des TSV 1860 München, die in der Regionalliga Bayern spielte. Nach der Entlassung von Markus von Ahlen wurde er zum Cheftrainer der ersten Mannschaft des TSV 1860 München am 17. Februar 2015 berufen und konnte dort nach zwei Relegationsspielen gegen den Drittligisten Holstein Kiel die Zweitklassigkeit behaupten. Am 6. Oktober 2015 wurde er vom Verein beurlaubt.
Am 14. März 2016 wurde Fröhling Trainer des Drittligisten SV Wehen Wiesbaden, mit dem er am letzten Spieltag den Klassenerhalt schaffte. In der Saison 2016/17 befand sich Fröhlings Mannschaft nach der Hinrunde erneut auf einem Abstiegsplatz. Am 5. Februar 2017 trat er als Cheftrainer zurück.
Ab Sommer 2018 war Fröhling Cheftrainer der U23-Mannschaft des FC Schalke 04. Am 28. März 2022 wurde er nach sechs Regionalliga-Spielen ohne Sieg freigestellt. Fröhling übernahm Mitte November 2023 das Traineramt beim Regionalligaverein SC Weiche Flensburg 08.